# Wilkinsonellus iphitus
Wilkinsonellus iphitus är en stekelart som först beskrevs av Nixon 1965.  Wilkinsonellus iphitus ingår i släktet Wilkinsonellus och familjen bracksteklar. Inga underarter finns listade i Catalogue of Life.